# Jokers Wild
I Jokers Wild sono stati un gruppo blues rock inglese fondato a Cambridge nel 1964.
La formazione includeva fra gli altri il chitarrista David Gilmour, suo fratello Peter al basso e il sassofonista Dick Parry. David Gilmour nel 1966 lasciò il gruppo, per poi entrare a far parte dei Pink Floyd due anni più tardi, mentre Parry diventò un turnista, suonando fra l'altro in tre album in studio e un live degli stessi Pink Floyd e nell'On an Island Tour di Gilmour nel 2006.
Quanto agli altri musicisti, Rick Wills più avanti lavorò con Peter Frampton, Foreigner e Bad Company; lui e Willie Wilson suonarono entrambi sul primo album solista di David Gilmour; Wilson suonò il basso e la batteria nel primo album di Syd Barrett, The Madcap Laughs le cui sessioni furono prodotte da Gilmour. Wilson tra il 1973 e il 1978 è stato membro di The Sutherland Brothers e nel 1980-81 prese parte agli spettacoli dal vivo legati all'album The Wall dei Pink Floyd, come batterista della surrogate band, la band che apriva lo spettacolo indossando sul volto maschere con le sembianze dei quattro componenti il gruppo.
I Jokers Wild registrarono, presso i Regent Sound Studios a Londra, alcuni brani teoricamente destinati a un album:
- Why Do Fools Fall in Love
- Walk Like a Man
- Don't Ask Me (What I Say)
- Big Girls Don't Cry
- Beautiful Delilah

Dalle sedute in questione furono tratti un LP inciso su un lato solo (n. di catalogo: RSLP 007) e un 45 giri con i brani Why Do Fools Fall in Love / Don't Ask Me (What I Say) (RSR 0031); di entrambi i dischi furono prodotte solo circa quaranta o cinquanta copie ma nessuno dei due vide mai una vera e propria pubblicazione. Un nastro dei cinque brani è custodito nell'archivio sonoro della British Library. Con la produzione di Jonathan King, il gruppo incise anche una cover di Hold On! I'm a Comin' di Sam & Dave, ma neanche questa venne mai pubblicata.

## Formazione
Ultima
- David Altham – chitarra, voce, tastiere
- Peter Gilmour – basso, voce
- John Gordon – chitarra, voce
- Dick Parry – sassofono, tromba
- Clive Welham – batteria, voce (da metà 1965)[2]
- Rick Wills – basso (dal 1966)
- Willie Wilson – percussioni (da metà 1965)

Ex componenti
- David Gilmour – voce, chitarra, armonica (1964-1966)
- Tony Sainty – basso, percussioni, voce (1964-1966)